# Petrell gegant subantàrtic
El petrell gegant subantàrtic (Macronectes halli) és un gran ocell marí de la família dels procel·làrids (Procellariidae) que cria a illes de l'hemisferi sud, però en general més al nord que el seu parent el petrell gegant del sud.

## Morfologia
- Fa 84 – 92 cm de llargària, amb una envergadura d'uns 213 cm.
- El color general del plomatge és marró grisenc, més clar al front, galtes i barbeta.
- Bec gran, amb 9 – 10,5 cm, de color groc rosat amb la punta marró. Això el diferencia del petrell gegant del sud, que té la punta del bec de color verd. Ulls de color gris.
- Els joves són d'un color marró fosc prou uniform que va fent-se més clar a mesura que envelleixen.
- No hi ha variant de color blanca.[1]

## Hàbitat i distribució
Són ocells pelàgics que crien a illes meridionals com Geòrgia del Sud, Chatham, Kerguelen, Crozet, Macquarie i altres, dispersant-se pels oceans meridionals al sud del tròpic de Capricorn i sense arribar normalment al cercle polar antàrtic.

## Alimentació
S'alimenta principalment de carronya de pingüins i pinnípedes, també de krill, així com de restes de cefalòpodes i peixos rebutjats des de vaixells. Durant l'època de cria, els mascles mengen més carronya que les femelles.

## Reproducció
No arriben a criar normalment fins als deu anys. Fan els nius a illes, on ponen un únic ou, al mes d'Agost. En el cas de compartir l'illa amb el petrell gegant del sud, es reprodueixen sis setmanes abans que aquests.